# Gnophos teberdensis
Gnophos teberdensis là một loài bướm đêm trong họ Geometridae.